# Grits Sandwiches for Breakfast
Grits Sandwiches for Breakfast is Kid Rocks debuutalbum, uitgegeven door Jive Records in 1990. Een radiostation van een school draaide de ongecensureerde versie van het nummer "Yo-Da-Lin In The Valley" en kreeg een boete van $23 700 van de FCC. Jive Records liet het album voor wat het was en ontsloeg Kid Rock enige tijd later. Het album verkocht 100.000 exemplaren van de uiteindelijk uitgave. Atlantic Records gaf het album opnieuw uit in 2000.

## Singles
- Yo Da Lin In The Valley

## Tracklist
1. "Yo-Da-Lin In the Valley" – 4:18
2. "Genuine Article" – 4:42
3. "Cramp Ya Style" – 4:19
4. "New York's Not My Home" – 4:27
5. "Super Rhyme Maker" – 3:37
6. "With a One-Two" – 3:38
7. "Wax the Booty" – 5:20
8. "Pimp of the Nation" – 5:10
9. "Abdul Jabar Cut" – 4:29
10. "Step In Stride" – 3:24
11. "The Upside" – 5:06
12. "Style of X-Pression" – 4:20
13. "Trippin' Over a Rock" – 3:11

## Crew
- D Nice - producer
- David Bright - keyboard
- Roz Davis - drums
- Doug E. Doug - bas
- Patricia Halligan - gitaar
- Mike E. Clark - producer
- Too Short - Mixen, producer
- The Blackman - producer
- Chuck Nice - producer
- The Dice Sound - producer
- D-Square - producer
- Kid Rock - gitaar, bas, draaitafels, keyboard, drums, producer